# Stödtlen
Stödtlen – miejscowość i gmina w Niemczech, w kraju związkowym Badenia-Wirtembergia, w rejencji Stuttgart, w regionie Ostwürttemberg, w powiecie Ostalb, wchodzi w skład związku gmin Tannhausen. Leży ok. 25 km na północny wschód od Aalen.